# Luis Mena
Luís Arturo Mena Irarrázabal mais conhecido como Luís Mena, nasceu em Santiago, 28 de Agosto de 1979 é um futebolista chileno que joga atualmente pelo Colo Colo.

## Títulos
Colo-Colo
- Copa Chile: 1996
- Campeonato Chileno (Apertura): 2006, 2007
- Campeonato Chileno (Clausura): 1996, 1997, 1998, 2002, 2006, 2007, 2008, 2009